# Kanaskat-Palmer State Park
Der Kanaskat-Palmer State Park ist ein 320 Acres (129 ha) großer State Park am Green River im King County im US-Bundesstaat Washington. Der Park enthält auch 2 mi (3,2 km) des Flussufers und bietet Picknick- und Campingplätze, 3 mi (4,8 km) an Wander- und Radwegen, Rafting- und Kayak-Strecken für Experten in der Green River Gorge sowie Möglichkeiten zum Angeln, Schwimmen, Vogel- und Wildbeobachtung und Hufeisenwerfen.